# Onze-Lieve-Vrouw-ter-Duinenkerk (Koksijde)
De Onze-Lieve-Vrouw-ter-Duinenkerk, ook wel bijgenaamd de "kathedraal van het licht", is een katholieke kerk in het Vlaamse Koksijde-Bad. Deze parochiekerk dateert uit 1956-1962 en werd ontworpen door architect Jozef Lantsoght (1912-1988).

## Architectuur
De plattegrond ervan is geïnspireerd op de kokkel, een schelpdier waaraan Koksijde mogelijk zijn naam te danken heeft. In het oorspronkelijk plan was er ook een losstaande toren voorzien, maar wegens de nabijheid van het militair vliegveld werd deze achterwege gelaten. Het dak van staal heeft de vorm van twee golven die tegen elkaar inbeuken en daarop ziet men een kruisdragende bol, een werk van Antoon Viaene. De koperen bol heeft een diameter van 1.20 meter en wordt bekroond door een kruis van 5.50 meter hoog en 1.20 meter breed. Gewicht 175 kilo en 270 kilo. Het gebouw kan geklasseerd worden onder het modernisme.
Het interieur van de kerk wordt verlicht door moderne glasramen, ontworpen door Gabriël Loire uit Chartres. Het uitzicht op het altaar blijft gevrijwaard doordat er nergens een kolom te zien is. Het altaar en het kruisbeeld zijn van de hand van Maurice Witdouck. Qua materiaalgebruik is gekozen voor een constructie van staal, beton en betonglas. Het betonskelet is bekleed met witte baksteen en de metalen dakkap is bekleed met blauw geglazuurde tegels.

## Kunstintegratie
De biechtstoel nabij het orgel lijkt deel uit te maken van de wanden.
Sinds 1968 bezit de kerk een relikwie (het dijbeen) van de zalige Idesbald, die in 1155 de derde abt werd van de abdij Onze-Lieve-Vrouw Ten Duinen en een vriend was van een van de meest invloedrijke abten uit de kerkgeschiedenis, Bernardus van Clairvaux. Op 18 juli 1999 werd de relikwie overgebracht van de crypte naar een modern praalgraf in de kerk.
Het gebouw werd als monument beschermd in 2005 en kan gelden als een van de opvallendste en meest vooruitstrevende naoorlogse kerkgebouwen in Vlaanderen.

## Galerij

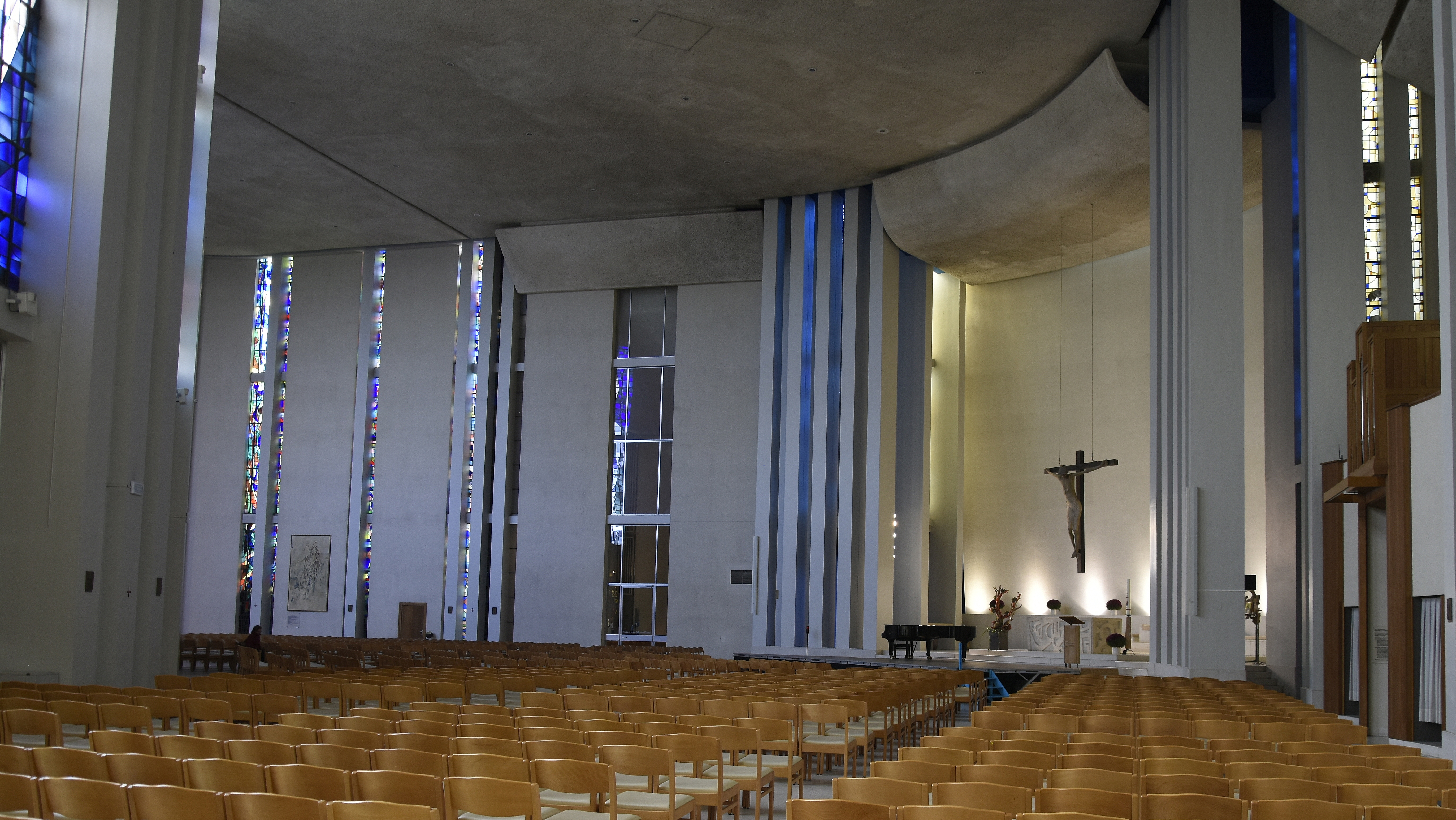
Het interieur
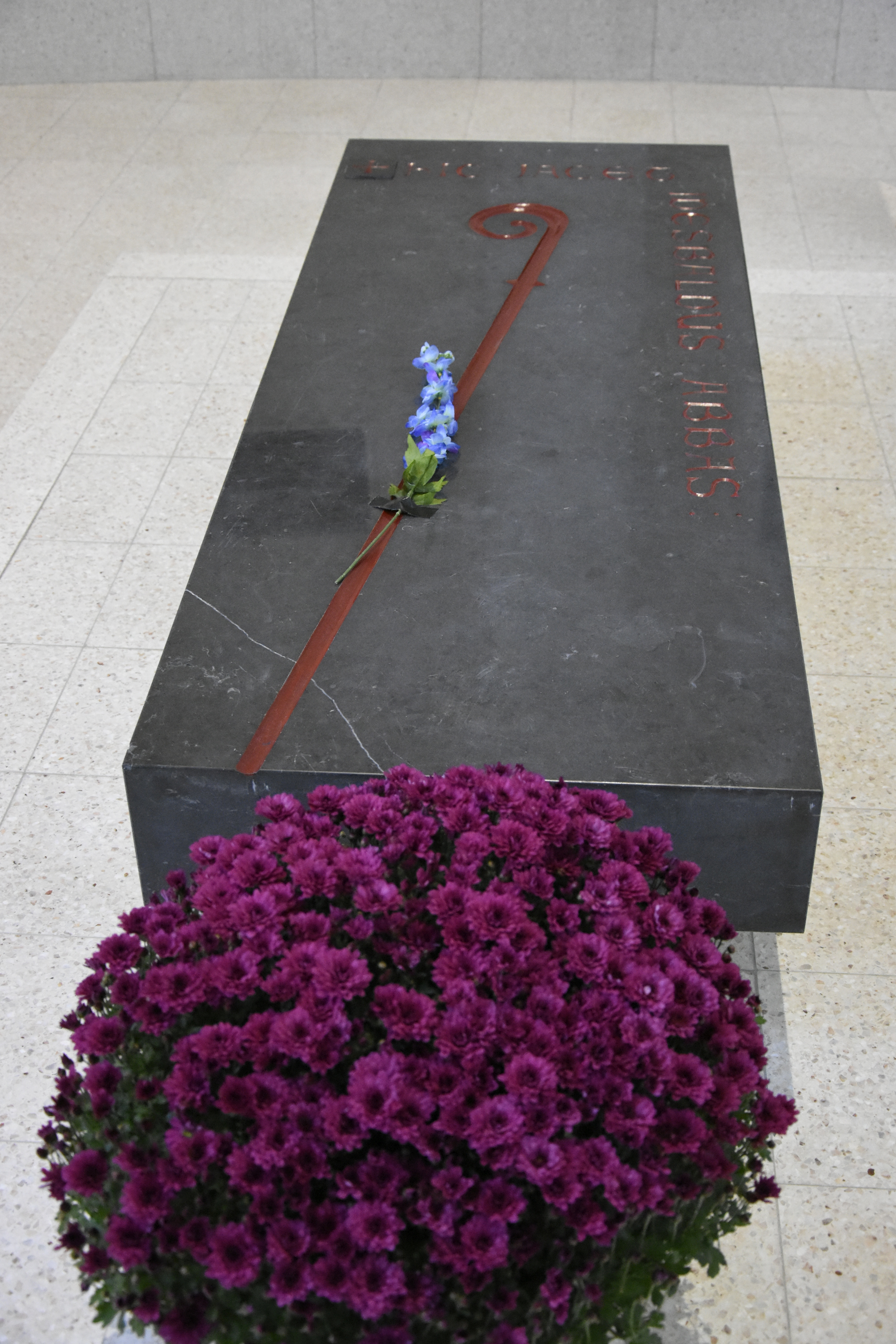
Het praalgraf van Idesbald
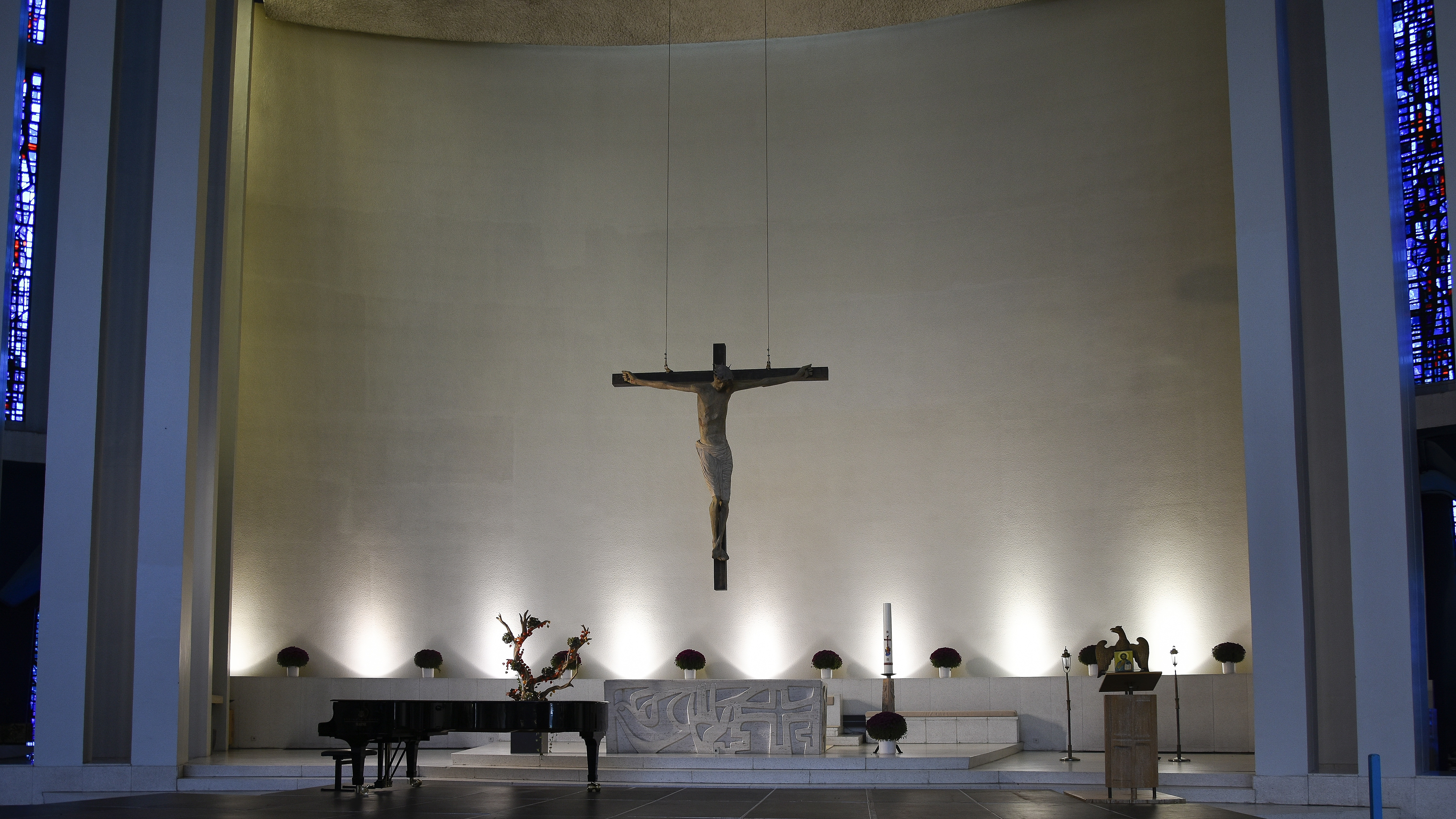
Het hoogaltaar
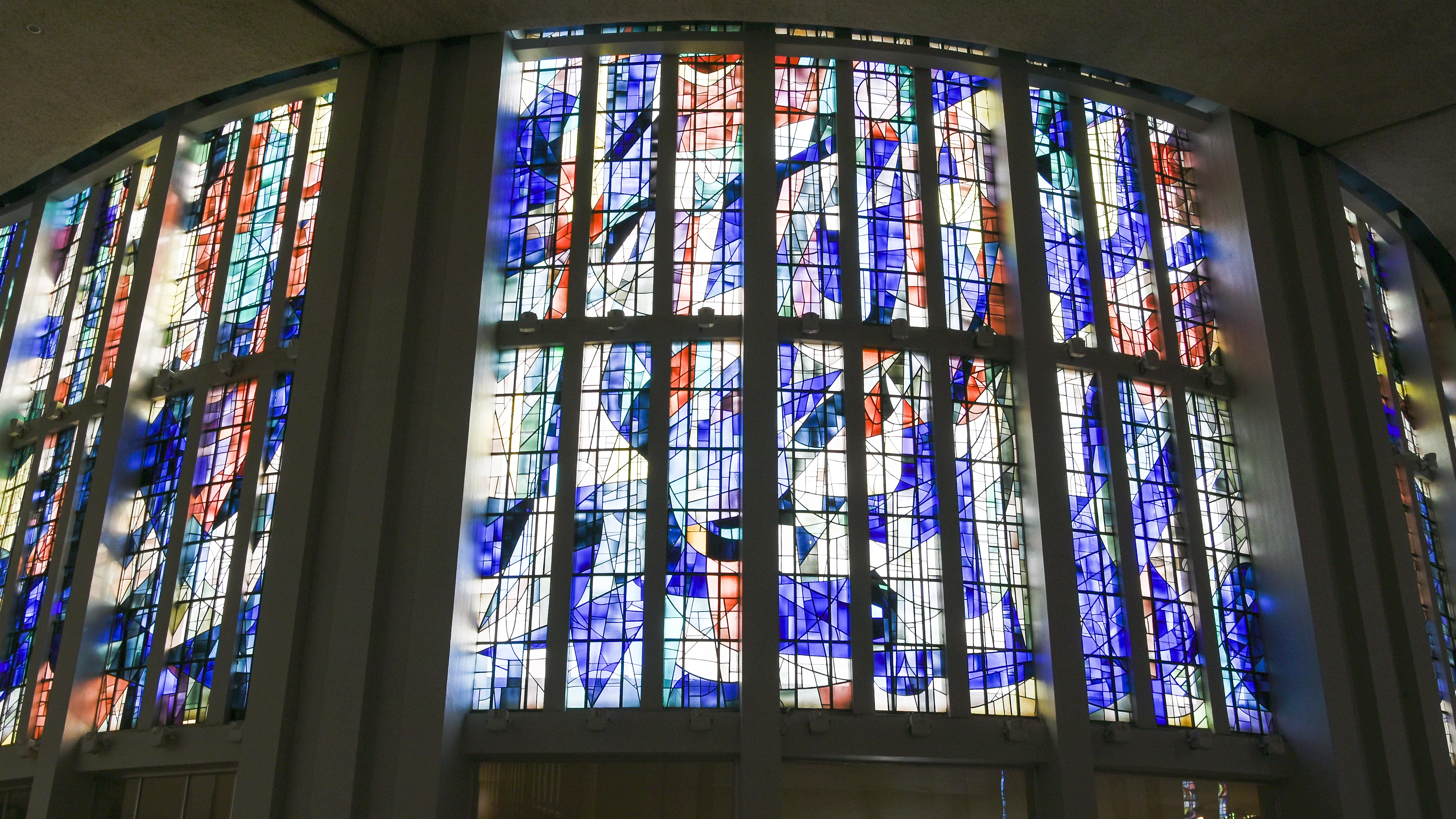
Glasramen